# Wendy Moten
Wendy Moten (Memphis, 22 novembre 1965) è una cantante statunitense.

## Biografia
Wendy Moten si è fatta notare per la prima volta per aver cantato con Michael Bolton durante un concerto di beneficenza; dopo aver firmato con la EMI Records, ha pubblicato il suo album di esordio eponimo nel 1992, il quale è entrato alla 42ª posizione della Official Albums Chart. È stato promosso dal singolo Come in Out of the Rain, che ha raggiunto l'8ª posizione nel Regno Unito e la 55ª negli Stati Uniti. Anche il singolo successivo, So Close to Love, è entrato nella top forty britannica alla numero 35.
Nel 1994 incide il singolo "Whatever you imagine", colonna sonora del film Pagemaster - L'avventura meravigliosa.
Successivamente è partita in tournée come corista di artisti come Brooks & Dunn, Buddy Guy, Vince Gill, Billy Idol, Martina McBride, Michael McDonald, Tim McGraw e Faith Hill.

## Discografia

### Album in studio
- 1992 – Wendy Moten
- 1995 – Time for Change
- 1996 – Life's What You Make It
- 2009 – Tis the Season
- 2014 – Timeless – Wendy Moten sings Richard Whiting
- 2020 – I've Got You Covered

### Extended play
- 1995 – Christmas Time

### Singoli
- 1992 – Step By Step
- 1992 – Come in Out of the Rain
- 1994 – So Close to Love
- 1994 – Your Love Is All I Know
- 1994 – Whatever you imagine
- 1995 – Change of Heart
- 1996 – Life's What You Make It